# Levendulaolaj

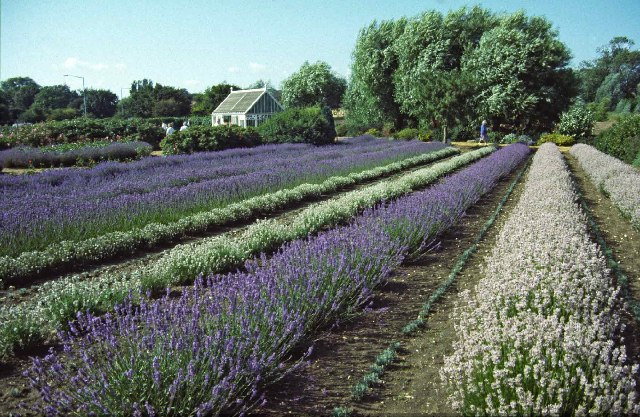
Levendulaültetvény

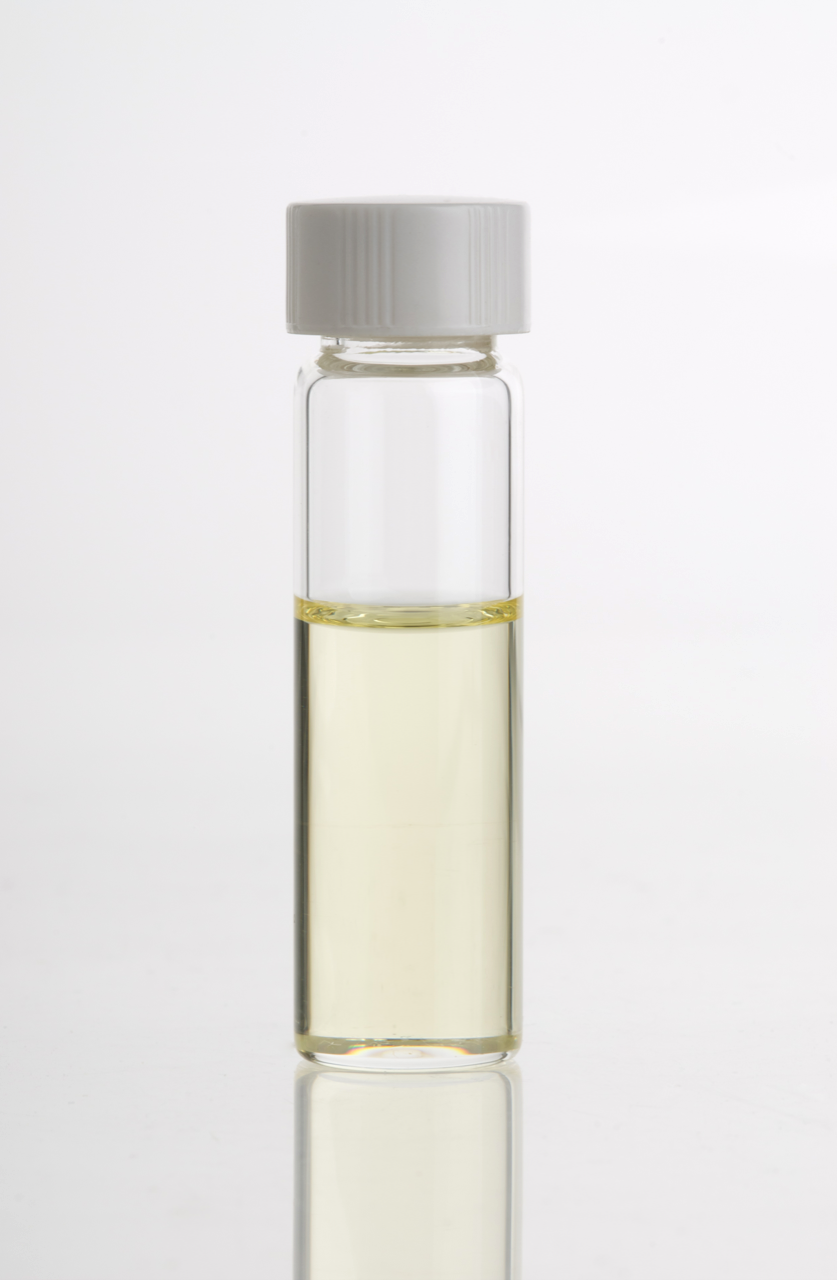
Levendulaolaj-eszencia

A levendulaolaj a közönséges levendula (Lavandula officinalis, v. L. angustifolia) illóolaja. Antibakteriális, görcsoldó, gyulladáscsökkentő, nyugtató, keringésjavító, immunrendszer-erősítő, fájdalomcsillapító és gombaölő hatású. Értékét a benne levő linalil-acetát tartalma fejezi ki (min. 35%). A VIII. Magyar Gyógyszerkönyvben  Lavandulae aetheroleum     néven hivatalos.  

## A levendulaolaj története
A levendulát már az egyiptomiak is használták balzsamozásra és kozmetikumok készítésére. Tutanhamon sírjában a régészek cserépedényekben a levenduláéhoz hasonló balzsamot találtak. Az első írásos feljegyzés a levendula gyógyító hatásairól egy görög katonaorvostól, Dioszkoridésztől származik, időszámításunk előtt 77-ből, aki részletes leírást adott a növényről és annak gyógyászati használatáról az öt kötetes De Materia Medica című könyvében. Leírása szerint, ha a levendulát lenyelik az segíti az emésztést, és megszünteti a fejfájást és a torokfájást. Külsőleg pedig kitisztítja a sebeket, és enyhíti a bőrbetegségek tüneteit. A levendula elnevezés a latin lavare ’mosni’ vagy a lividua ’lila’ jelentésű szavakból ered, mert a rómaiak leginkább a fürdővíz illatosítására használták. A római nők ezenkívül levendulát tettek az ágyuk mellé is, hogy azzal fokozzák a szerelmi szenvedélyt. A középkorban a kolostorkertek kedvelt növénye volt a levendula. I. Erzsébet angol királynő minden reggel cukrozott levendulát evett. Magyarországon a szubmediterrán klímájának köszönhetően Tihanyban és Pannonhalmán a bencés apátság napos, meleg és védett tövében, a szerzetesrend gyógynövénykertészetében a 18. század óta napjainkig termesztik a növényt és gyártanak belőle levendulaolajat.

## A levendulaolaj előállítása
A levendula illóolajat levendula (Lavandula officinalis) virágzó hajtásaiból vízgőzdesztillációval állítják elő, de egyéb fajok (L. latifolia, L. stoechas) is szolgáltathatnak illóolajat. A liláskék virágokat (hajtást) a teljes virágzás előtt gyűjtik be. A legjobb minőségű olajat a 4-5 éves növényekről gyűjthető. Az igazi levendulaolaj színtelen vagy halványsárga színű, édes ízű, friss virágillatú. A növény mediterrán félcserje, amelyet hazánkban is termesztenek a Tihanyi-félszigeten, illetve Pannonhalmán. Európában, Franciaországban ismertek a legnagyobb levendulaültetvények. Ugyanakkor a termőterületek hozama, és a kereskedelemben kapható olajok mennyisége nem áll arányban, így azok nagy része nem lehet tiszta, valódi levendulaolaj.

## Összetétele
A levendulaolaj fő alkotórészei a linalool (51%) és a linalil-acetát (35%). Ezen kívül még α-pinén, limonén, 1,8-cineol, cisz- és transz-ocimén, 3-oktanon, kámfor, cariofillén, terpinén-4-ol és lavendulil-acetát található benne. A Lavandula stoechas (spanyol levendula) esetében a fenkon és kámfor dominál.

## Felhasználása
A népgyógyászatban fejfájás esetén borogatásra, szemgyulladás és árpa kezelésére használják, valamint a hajhullás megelőzésére. Enyhíti a görcsöket. A modern fitoterápiában reumás bántalmak elleni fürdők, bedörzsölőszerek és masszázsolaj készítésére használják. Migrénes fejgörcsök enyhítésére bedörzsölőként, melankólia, depresszió csökkentésére fürdővíz adalékként, krémként alkalmazzák. Gyorsítja a nehezen gyógyuló sebek javulását. Enyhíti az ekcémát, a gombás fertőzéseket, csökkenti a hajhullást, megszünteti a lábgombát. Nyugtatja a gyulladt, megégett bőrt. Orrnyeregbe masszírozva és inhalálva is enyhíti a szénanátha tüneteit, Segíti a gyorsabb felépülést nátha és influenza esetén, homlokba dörzsölve

## Alkalmazása
A levendulaolajnak nemcsak kellemes illata van, hanem számos hasznos összetevőt is tartalmaz, amely a test, az elme és a lélek javát szolgálja. Álmatlanság, klimax, nyugtalanság, fejfájás, magas vérnyomás, reuma esetén, de alkalmazzák még bőrápolásra is. Nem véletlen, hogy a levendula folyamatosan felbukkan a szappanokban, samponokban, testápolókban és illóolaj formájában.

## Alkalmazása módjai
Párologtatás, bedörzsölés, nyugtatófürdők, illatszerek hatóanyagaként.
Levendulaszesz (Spiritus Lavandulae) nyerésére 1  ml illóolajat oldanak 99 rész 70%-os etilalkoholban, bedörzsölőszerként használják reumás fájdalmakban, idegzsábában szenvedő betegeknél.
Neurotikus betegek gyomor-, bél-panaszaiban, Roemheld-szindrómában, bélpuffadásban, adagja 1-2 csepp illóolaj egy kockacukorra, szükség esetén, illetőleg naponta 3-5x ismételhető.

## Keverhetősége
Keverhető citrommal, erdeifenyővel, muskotályzsályával, pacsulival, rozmaringgal.